# NSWRL 1970
Die NSWRL 1970 war die 63. Saison der New South Wales Rugby League Premiership, der ersten australischen Rugby-League-Meisterschaft. Den ersten Tabellenplatz nach Ende der regulären Saison belegten die South Sydney Rabbitohs. Diese gewannen im Finale 23:12 gegen die Manly-Warringah Sea Eagles und gewannen damit die NSWRL zum 19. Mal.

## Tabelle
|      | Team                          | Spiele | Siege | Unent. | Ndlg. | Spiel- punkte | Diff. | Tabellen- punkte |
| ---- | ----------------------------- | ------ | ----- | ------ | ----- | ------------- | ----- | ---------------- |
| 01.  | South Sydney Rabbitohs        | 22     | 17    | 1      | 4     | 479:273       | + 206 | 35               |
| 02.  | Manly-Warringah Sea Eagles    | 22     | 16    | 1      | 5     | 422:285       | + 137 | 33               |
| 03.  | St. George Dragons            | 22     | 15    | 0      | 7     | 408:329       | + 79  | 30               |
| 04.  | Canterbury-Bankstown Bulldogs | 22     | 14    | 0      | 8     | 308:269       | + 39  | 28               |
| 05.  | Eastern Suburbs Roosters      | 22     | 13    | 0      | 9     | 386:320       | + 66  | 26               |
| 06.  | Balmain Tigers                | 22     | 12    | 1      | 9     | 380:347       | + 33  | 25               |
| 07.  | Cronulla-Sutherland Sharks    | 22     | 9     | 0      | 13    | 374:335       | + 39  | 18               |
| 08.  | Newtown Jets                  | 22     | 9     | 0      | 13    | 345:409       | - 64  | 18               |
| 09.  | North Sydney Bears            | 22     | 7     | 1      | 14    | 332:435       | - 103 | 15               |
| 010. | Penrith Panthers              | 22     | 7     | 1      | 14    | 292:406       | - 114 | 15               |
| 011. | Western Suburbs Magpies       | 22     | 6     | 1      | 15    | 329:403       | - 74  | 13               |
| 012. | Parramatta Eels               | 22     | 4     | 0      | 18    | 240:484       | - 244 | 8                |

## Playoffs

### Ausscheidungs/Qualifikationsplayoffs
| 29. August | St. George Dragons | 12 : 7 | Canterbury-Bankstown Bulldogs | Sydney Cricket Ground, Sydney Zuschauer: 40.083 Schiedsrichter: Keith Page |
| 29. August | (2:4) Bericht      |        |                               | Sydney Cricket Ground, Sydney Zuschauer: 40.083 Schiedsrichter: Keith Page |

| 5. September | South Sydney Rabbitohs | 22 : 15 | Manly-Warringah Sea Eagles | Sydney Cricket Ground, Sydney Zuschauer: 40.211 Schiedsrichter: Don Lancashire |
| 5. September | (10:4) Bericht         |         |                            | Sydney Cricket Ground, Sydney Zuschauer: 40.211 Schiedsrichter: Don Lancashire |

### Halbfinale
| 12. September | Manly-Warringah Sea Eagles | 15 : 6 | St. George Dragons | Sydney Cricket Ground, Sydney Zuschauer: 43.147 Schiedsrichter: Don Lancashire |
| 12. September | (6:4) Bericht              |        |                    | Sydney Cricket Ground, Sydney Zuschauer: 43.147 Schiedsrichter: Don Lancashire |

### Grand Final
| 19. September | South Sydney Rabbitohs                                                      | 23 : 12        | Manly-Warringah Sea Eagles                     | Sydney Cricket Ground, Sydney Zuschauer: 53.241 Schiedsrichter: Don Lancashire |
| 19. September | Versuche: Grant (2), Branighan Erhöhungen: Simms (3/3) Dropgoals: Simms (4) | (12:6) Bericht | Straftritte: Batty (4/6) Dropgoals: Fulton (2) | Sydney Cricket Ground, Sydney Zuschauer: 53.241 Schiedsrichter: Don Lancashire |

| 1                  | Eric Simms       |
| 2                  | Michael Cleary   |
| 3                  | Paul Sait        |
| 4                  | Arthur Branighan |
| 5                  | Ray Branighan    |
| 6                  | Denis Pittard    |
| 7                  | Bob Grant        |
| 8                  | John O’Neill     |
| 9                  | Elwyn Walters    |
| 10                 | John Sattler     |
| 11                 | Gary Stevens     |
| 12                 | Robert McCarthy  |
| 13                 | Ron Coote        |
| Auswechselspieler: |                  |
| 14                 | Robert Honan     |

| 1                  | Bob Batty        |
| 2                  | Derek Moritz     |
| 3                  | Robert Fulton    |
| 4                  | Alec Tennant     |
| 5                  | John McDonald    |
| 6                  | Ian Martin       |
| 7                  | Ed Whiley        |
| 8                  | William Hamilton |
| 9                  | Fred Jones       |
| 10                 | John Bucknall    |
| 11                 | Lindsay Drake    |
| 12                 | John Morgan      |
| 13                 | Rob Cameron      |
| Auswechselspieler: |                  |
| 14                 | Allan Thomson    |